# Quận Whatcom, Washington
Quận Whatcom là một quận thuộc tiểu bang Washington, Hoa Kỳ.
Quận này được lấy tên từ tiếng Nooksack có nghĩa là "nước ồn ào.". Theo điều tra dân số của Cục điều tra dân số Hoa Kỳ năm 2000, quận có dân số 166.814 người. Quận lỵ đóng ở Bellingham.
Point Roberts, một vùng đất lọt trong lãnh thổ Canada, thuộc quận này.

## Địa lý
Theo Cục điều tra dân số Hoa Kỳ, quận có diện tích 6485 km2, trong đó có 995 km2 là diện tích mặt nước.